# Osusz
Osusz – wieś w Polsce położona w województwie wielkopolskim, w powiecie krotoszyńskim, w gminie Krotoszyn.
W okresie Wielkiego Księstwa Poznańskiego (1815-1848) miejscowość należała do wsi większych w ówczesnym pruskim powiecie Krotoszyn w rejencji poznańskiej. Osusz należał do okręgu krotoszyńskiego tego powiatu i stanowił część majątku Teresin (niem. Theresienstein), którego właścicielem był wówczas książę Thurn und Taxis. Według spisu urzędowego z 1837 roku wieś liczyła 113 mieszkańców, którzy zamieszkiwali 11 dymów (domostw).
W latach 1975–1998 miejscowość administracyjnie należała do województwa kaliskiego.
Katoliccy mieszkańcy Osuszy należą do Parafii p.w. Świętej Trójcy w Lutogniewie.